# Cantonul Zug
Cantonul Zug (franceză Zoug; italiană Zugo, latină Tugium) este un canton situat central în Elveția. Cu toate că este cel mai mic, cu o suprafață de 239 km², este unul dintre cele mai bogate cantoane.

## Date geografice
Cantonul este situat în regiunea prealpină, între cantoanele Zürich, Schwyz, Lucerna și Aargau. La granița cu cantonul Schwyz se află munții Rossberg (1582 m), Kaiserstock (1417 m), Morgarten (1236 m) si Höhrohnen (1232 m), ei fiind cei mai înalți din canton.